# Saison 4 de BoJack Horseman
Chronologie
Saison 3 Saison 5
Cette page recense les épisodes de la 4e saison de la série télévisée BoJack Horseman.

## Liste des épisodes

### Épisode 1:M. Peanutbutter candidat
- Vincent D'Onofrio (lui-même)
- David Chase (lui-même)

Année 1992. David Chase essaie de produire une sitcom reprenant le concept de Horsin' Around mais les premiers essais en public avec l'acteur Vincent d'Onofrio ne convainquent pas l'audience. Mr Peanutbutter entre par mégarde sur le plateau, ne comprenant pas où il se trouve, mais il parvient à séduire le public instantanément et le producteur lui offre le rôle principal.
Dans le présent, BoJack a disparu depuis 3 mois et Diane semble être la seule à s'inquiéter de la disparition de l'acteur. Mr Peanutbutter a décidé de devenir gouverneur de Californie mais il peine à obtenir les 4000 signatures nécessaires pour faire destituer Woodchuck Coodchuck-Berkowitz, le castor en place depuis plusieurs années. Diane affiche son soutien alors qu'elle sait que la campagne, gérée par Katrina, la 1re ex-femme de Peanutbutter, est vouée à l’échec.
Princess Carolyn est toujours avec Ralph, la souris. Il souhaiterait aller de l'avant dans leur relation en lui proposant d'emménager chez lui mais elle hésite. Emily se sent coincée dans sa relation avec Todd, toujours dans ses projets excentriques. Elle le soutient en réalisant une de ses idées : un drone télécommandé avec siège.
La campagne de Peanutbutter se termine sur un échec. L'acteur prend le soutien de sa femme pour un message l'incitant à la provocation et Peanutbutter fait un discours public dans lequel il défie Coodchuck dans une course à skis. Le gouverneur prend l'annonce pour une blague et l'ignore mais son silence sur la course fait la une des médias pendant un mois. Coodchuck annonce alors qu'il refuse car aucune loi de Californie ne l'autorise à prendre part à une telle course. Katrina fomente alors un plan en soumettant un projet de loi à l'opinion publique, acceptant tous les projets les plus fous comme un pont entre la Californie et Hawaï, et qui à la surprise générale est adopté. Coodchuck consent donc à participer à la course, rappelant son palmarès dans la course en ski alpin. Ce n'est qu'à ce moment que Peanutbutter se rappelle qu'il n'a jamais skié de sa vie. Il part donc prendre des leçons de skis avec un professeur philosophe mystérieux et se retrouve diplômé en deux jours sans avoir enfilé un ski. Diane pense alors que l'absurdité de la situation ferait enrager BoJack, toujours absent.
Le jour de la course arrive. Alors que Coodchuck maîtrise la descente et que Peanutbutter peine à tenir sur ses skis, dans les tribunes, Princess Carolyn avoue à Ralph qu'elle accepte de vivre avec lui puis explique sa réticence : elle est tombée enceinte et a fait une fausse couche, et elle craignait que Ralph ne se sente pris au piège avec le bébé. Ralph accepte la nouvelle.

### Épisode 2:La Vieille Baraque de Sugarman
Après avoir vu la horde de chevaux courir, BoJack a décidé de continuer à rouler, sans but précis, jusqu'à arriver dans la maison d'été de la famille Sugarman, la famille de sa mère, dans le Michigan. La maison en bois est une ruine que BoJack tente de réparer tant bien que mal, profitant de l’anonymat. L'hiver arrive et Eddie, son voisin libellule, finit par l'aider à réparer la maison pour que Bojack ne meure pas de froid.
La maison est encore hantée par les souvenirs de la famille Sugarman, symbolisée par une photo de famille datant des années 1940 montrant les grands-parents maternels de BoJack avec leurs deux enfants, Crackerjack, en uniforme et prêt à partir au front, et Beatrice, encore enfant. La mort de Crackerjack a dévasté la mère de Beatrice qui a sombré dans une profonde dépression, abandonnée par son mari trop occupé par son travail et sa double vie avec sa secrétaire.
La maison est réparée après huit mois de travaux, seul manque une girouette qu'Eddie retrouve chez des crabes resquilleurs. BoJack découvre alors que son voisin vit seul depuis longtemps et comprend que son refus de voler est lié à la mort de sa femme. Après avoir volé la girouette, BoJack et Eddie savourent la fin des travaux. BoJack se laisse tomber du toit afin de provoquer Eddie qui se remet à voler. En colère, il emporte BoJack à haute altitude pour lui montrer comment est morte sa femme : en voulant aller toujours plus haut, elle a fini aspirée par le moteur d'un avion. Ils chutent dans un lac et BoJack sort son voisin dévasté de l’eau. Troublé, BoJack finit par téléphoner à Diane. Ils discutent comme s'ils ne s'étaient jamais quittés et BoJack se décide à retourner à Los Angeles, non sans faire détruire la maison familiale alors que les travaux sont à peine finis.

### Épisode 3:L'Épisode de Todd!
À vouloir rendre service à tout son entourage, Todd va passer une journée à courir à travers tout Hollywoo. Au réveil sur le canapé de Mr Peanutbutter, il tente d'assister Katrina dans la campagne de l’acteur au poste de gouverneur, mais Todd va malgré lui forcer Peanutbutter à soutenir les campagnes d'hydrofracturation en signant les mauvais documents, alors que Diane est contre.
Todd va également être surpris par Hollyhock, une orpheline qui pense être la fille biologique de BoJack. En pénétrant dans la maison de BoJack pour récupérer de quoi faire des tests ADN, Todd et Hollyhock vont trouver BoJack chez lui, revenu en secret mais déjà ivre. Todd doit également jouer, pour Princess Carolyn, le petit-ami de Courtney Portnoy, une jeune actrice instable, pour les paparazzis. Ce faisant, il va passer par erreur pour un mannequin avant-gardiste clamant un retour au style vestimentaire simple.
Todd va user de pirouettes pour parvenir à tout accomplir : il va utiliser Diane pour les tests ADN en affirmant que l'enfant serait de Channing Tatum et une réfugiée de Cordovie. Les résultats sont positifs mais Diane hésite à publier la rumeur, ce qui l'amènerait sur Internet à découvrir les déclarations politiques de Peanutbutter, aussi Todd la dissuade d'écrire l'article. Hollyhock surprend la conversation et apprend donc que BoJack est bien son père biologique.

### Épisode 4:Commencez la fracture hydraulique
La campagne de Mr Peanutbutter pèse sur la vie intime du couple de Diane. Ses collègues du blog Girl Croosh comprennent que Diane n'a plus une vie sexuelle aussi épanouie et lui conseillent de prendre soin d'elle avant de soutenir son mari. Diane publie donc un article contre la fracturation hydraulique et devant la polémique, alors que les premiers sondages positifs arrivent pour Peanutbutter, il accepte de faire mener une campagne de fracturation hydraulique dans son propre jardin. Katrina est furieuse de l’article mais se délecte en voyant le couple Peanutbutter/Diane voler en éclats. Le soir venu, Diane provoque Peanutbutter : elle poste un article contre la campagne de son mari, révélant qu'il est incapable d'avoir une opinion personnelle et de défendre une cause. Commence alors la première dispute violente du couple, qui finit par faire l'amour.
BoJack apprend à connaitre Hollyhock : élevé dans une famille par huit pères, elle n'attend rien de son père biologique mais veut connaître sa mère et pourquoi elle l’a abandonnée. BoJack cherche donc à se souvenir de ses conquêtes de décembre 1999 et repense à Marcy, la présidente de son fan-club avec qui il a eu une aventure d'un soir. Marcy affirme être la mère de Hollyhock mais celle-ci finit par prouver qu'elle ment pour reconquérir BoJack, qu'elle attend depuis 18 ans. Jalouse, Marcy a construit un album photo de toutes les conquêtes de sa star favorite. Hollyhock parvient à subtiliser l’album pendant que BoJack distrait Marcy (en couchant avec elle). BoJack et Hollyhock commencent à interroger les anciennes conquêtes de l’acteur, à commencer par Tilda Madison. Quand elle annonce qu'elle est tombée enceinte de BoJack mais a avorté, l'acteur se réjouit de ne pas avoir d'enfant, des mots qui heurtent Hollhock. La jeune jument continue donc seule à interroger les conquêtes de BoJack, sans succès. BoJack se sent coupable et retrouve Hollyhock pour lui dire qu'il comprend ce qu'elle ressent : un manque affectif qu'elle veut combler en retrouvant sa mère mais qui selon lui ne sera jamais comblé.

### Épisode 5:Toutes mes condoléances
Une fusillade a eu lieu dans un centre commercial de Tampa, l'événement est un désastre pour Lenny Turteltaub dont le prochain film devait montrer Courtney Portnoy commettre une tuerie de masse à travers plusieurs lieux dont un centre commercial. La question d'un remontage est posée mais Princess Carolyn a une autre idée : pousser Diane à écrire un article sur Courtney Portnoy afin de distancier le film des événements. Cependant, Diane apprend que l’actrice a pris goût à la possession d'armes à feu et qu'avoir une arme à portée de main est très rassurant pour une femme contre le harcèlement de rue. Diane fait l'expérience et apprécie malgré elle ; elle écrit par la suite un article sur son blog qui fait vite sensation et entraine une augmentation des demandes de permis de port d'arme chez les femmes californiennes.
Hollyhock essaie d'avoir une relation saine avec BoJack, qui parvient difficilement à tempérer ses tendances passives-agressives. Quand il évoque sa propre mère, Hollyhock le pousse à lui rendre visite. BoJack voit ainsi sa mère Beatrice dans sa maison de retraite et apprend qu'elle souffre de démence depuis quelque temps. Dans son état, elle ne reconnait plus son fils mais voit la ressemblance chez Hollyhock. Beatrice reconnait pourtant BoJack à la télévision dans les épisodes de Horsin' Around, un programme qu'elle dit apprécier alors qu'elle a toujours affirmé mépriser la série pendant sa production. BoJack a alors une idée retorse : recréer une scène de Horsin' Around devant elle afin de la retrouver consciente et pouvoir lui avouer sa haine une bonne fois pour toutes. L'entreprise tourne au fiasco, Beatrice faisant une crise devant la confusion, et elle est expulsée de sa maison de retraite. Comme il lui reste peu de temps à vivre, BoJack accepte de la prendre chez lui.

### Épisode 6:Connard de merde
- Felicity Huffman (elle-même)

Depuis que sa mère a été installée chez lui, BoJack est pris dans une spirale de culpabilité et de haine de lui-même. Il trouve tous les prétextes possibles pour rester éloigné de sa famille, passant ses journées à boire ou à s'isoler. Quand il voit sa mère avoir un comportement aimable et se prendre d'affection pour une poupée dans sa démence, BoJack s'emporte et jette la poupée par la fenêtre. Réalisant son geste, il part à nouveau s'isoler et ivre, en arrive à demander l’aide de Mr Peanutbutter pour retrouver la poupée. Le chien interrompt sa campagne et, par son flair, retrouve la poupée chez la voisine de BoJack dont la maison est située sous sa terrasse, Felicity Huffman, qui a reçu tout ce qui est passé par-dessus le balcon de BoJack depuis 15 ans. Peanutbutter trouve un arrangement : elle rend la poupée si BoJack participe à un épisode spécial de la nouvelle série de Huffman. BoJack rentre avec la poupée et tente de s'expliquer auprès de Hollyhock. Celle-ci admet qu'elle est parfois prise de haine de soi et se demande quand ces tendances auto-destructrices s'arrêteront.

### Épisode 7:Sous terre
- Jessica Biel (elle-même)
- Zach Braff (lui-même)
- RuPaul (la reine fourmi)

Après un an et demi sans nouvelles, BoJack se décide à dire à Diane qu'il est revenu à Los Angeles, mais elle est au beau milieu d'une réception pour la campagne de Mr Peanutbutter, dans leur maison. BoJack s'invite dans la réception, découvrant les nombreux invités dont les deux ex-femmes de Peanutbutter et Princess Carolyn. Mais en pleine soirée, les fondations de la maison s'effondrent à cause de la campagne de fracture hydraulique et la demeure s'enfonce à plusieurs mètres dans le sol, piégeant tous les invités sous terre. Princess Carolyn et Todd sont séparés du reste du groupe et explorent les galeries souterraines à la recherche d'une sortie. Diane s'isole et trouve BoJack réfugié dans la chambre avec tout l’alcool de la soirée.
Peanutbutter essaie de calmer les invités paniqués, déjà tendus et encore énervés par les propos délirants de Jessica Biel. Au 3e jour, Coodchuck a creusé un tunnel pour faire évacuer les invités, affirmant que les secours arrivent, mais les cris de joie provoquent un nouvel effondrement et les mains de Coodchuck sont broyées par les roches. BoJack et Diane se réconcilient dans l'ivresse, BoJack avouant qu'il hésitait à reprendre contact car il estimait qu'il n’avait pas vraiment changé depuis la mort de Sarah Lynn et l'apparition de sa fille Hollyhock. Princess Carolyn et Todd trouvent une tribu de fourmis et la manager devient représentante des fourmis ouvrières auprès de la reine.

### Épisode 8:Le Juge
- Jessica Biel (elle-même)
- Felicity Huffman (elle-même)

BoJack va commencer à travailler sur le nouveau projet de Felicity Huffman et décide d'emmener Hollyhock avec lui. Sur le plateau, BoJack découvre que Huffman présente une télé-réalité consistant à juger les fesses des participantes avec Sir Mix-a-Lot. Décontenancé par le contenu, il s'inquiète également quand il découvre que Hollyhock a sympathisé avec un stagiaire du studio. Hollyhock le prend mal, pensant que BoJack l'a attaqué sur ses rondeurs.
Peanutbutter annonce à Katrina qu'il se retire de la campagne de gouverneur, une nouvelle qui rend son ex-femme furieuse car elle avait déjà négocié plusieurs arrangement juteux. Peanutbutter annonce son soutien à Woodchuck Coodchuck et reprend la conception de commerces originaux avec Todd qui a une nouvelle idée ruineuse : des dentistes-clowns pour calmer les enfants. Plus tard, Peanutbutter et Diane découvrent que Katrina a poussé Jessica Biel à se présenter à la place de Peanutbutter. L'acteur se propose alors de rejoindre l'équipe de Coodchuck, connaissant bien ses deux ex-femmes et leurs comportements.
Princess Carolyn part rendre visite à la famille de Ralph, une riche famille de souris rentières. Elle fait tout pour ne pas les vexer, cachant sa grossesse, jusqu'à ce qu'une tradition familiale anti-chats ne la heurte profondément. Au terme du séjour, Ralph défend sa petite-amie devant ses parents.

### Épisode 9:Ruthie
- Kristen Bell (Ruthie)
- Kristin Chenoweth (Ms. Tech-bot)

Dans un futur lointain, Ruthie raconte à sa classe, sous la surveillance de Ms. Tech-bot, la pire journée de sa trisaïeule, Princess Carolyn. Tout semblait bien commencer mais en sortant du lit, le fermoir de son collier, un bijou de famille, se casse. Elle se rend ensuite à un rendez-vous avec Courtney Portnoy qui la renvoie après les derniers échecs dans sa carrière et rejoint Vigor, la société d'agents concurrente de VIM. En se rendant chez le bijoutier, elle croise Charley, qui lui révèle qu'il avait fait une offre de rachat de VIM pour la fusionner avec Vigor mais Judah, l'assistant de Princess Carolyn, a refusé l'offre sans lui en avoir parlé. Chez le médecin, Princess Carolyn apprend qu'elle a fait une nouvelle fausse couche. Enfin, elle apprend que son bijou de famille est un faux qui n'a pas de valeur.
En parallèle, Ruthie essaie de raconter la journée de BoJack, qui s'est rendu avec Diane à la mairie pour remplir une demande d'extrait de naissance afin d'obtenir le nom de la mère de Hollyhock, mais il se heurte à l'organisation bureaucratique de l’administration malgré le passe-droit que lui offre sa célébrité.
Princess Carolyn pousse Judah à avouer qu'il lui a caché des informations et le renvoie. Elle ne parvient pas à annoncer la mauvaise nouvelle à Ralph et préfère se réfugier dans son appartement, où elle trouve Todd et les clowns-dentistes. Elle se saoule jusqu'à ce que Ralph vienne la retrouver. Elle lui avoue alors que c'est sa 5e fausse couche mais qu'elle veut encore essayer d'avoir un enfant, une situation que Ralph doit accepter s'il veut rester avec elle.

### Épisode 10:Super, la vie californienne!
- Rami Malek
- Jessica Biel

La campagne pour le siège de gouverneur continue. Jessica Biel est bien partie pour l'emporter jusqu'à ce que Coodchuck se fasse greffer des mains humaines qui le rendent sympathique. Katrina répond en découvrant que les mains sont celles d'un tueur pédophile, mais finalement, l'élection se joue sur un article de Diane qui révèle que Jessica Biel déteste les toasts à l’avocat.
Princess Carolyn noie son chagrin dans le travail et l'alcool. Quand elle reçoit le script d'une série intitulée Philbert (le nom qu'elle voulait donner à l'enfant qu'elle a perdu), elle est enthousiaste mais incapable de le défendre. Todd et les clowns-dentistes parviennent à monter un stratagème pour l’amener devant Turteltaub.  Elle parvient à défendre le projet de série en proposant le nom de BoJack dans le premier rôle, et l'acteur a du succès ces derniers temps. Todd se félicite d'avoir pu soutenir les clowns-dentistes mais une semaine plus tard, il doit fermer l'entreprise après les plaintes d'enfants et de parents terrifiés par le concept. Princess Carolyn tente de rappeler BoJack, qui lui raccroche au nez, et elle contrefait sa signature.

### Épisode 11:La Flèche du temps
- Matthew Broderick (Mr. Sugarman)

Alors que BoJack emmène sa mère vers la maison de retraite sordide qu'il lui réserve, les derniers souvenirs de Beatrice, rendus confus par la démence, disparaissent.
Beatrice a été élevée par un père absent et une mère lobotomisée, promise à être l'héritière de l'entreprise Sugarman et faire sa place dans la haute société. Lors du bal de débutantes, où son père espérait qu'elle se fiancerait à l'héritier d'une fabrique de bonbons, Beatrice, rebelle à l'autorité paternelle, a préféré se rapprocher de Butterscotch Horseman, un rebelle aspirant à être un auteur de la beat generation qui s'est invité dans la soirée. Elle finira la soirée avec le cheval impertinent. Deux semaines plus tard, elle découvre qu'elle est enceinte de Butterscotch. Il accepte d'épouser Beatrice, garder l'enfant et s'installer en Californie.
Le mariage n'est pas heureux, Butterscotch ne parvenant pas à écrire son roman et à assurer le train de vie auquel Beatrice aspirait. BoJack grandira dans un foyer où ses parents ne font que se renvoyer leur rancœur, Butterscotch finissant par accepter de rejoindre l'entreprise de son beau-père même s'il n'a pas renoncé à son roman. Plusieurs années plus tard, BoJack est devenu célèbre pour Horsin' Around et ses rapports avec sa famille sont rares et froids. Butterscotch avoue à Beatrice qu'il a eu une liaison avec une jeune femme de ménage et qu'elle est enceinte de lui. Il demande à sa femme de l'aider, non pas pour lui mais pour elle. Beatrice ordonne donc à Henrietta (la jeune femme, mais aussi le prénom qu'elle donne à BoJack) d'abandonner l'enfant à sa naissance, de reprendre ses études d'infirmière et de disparaitre. Henrietta accouchera d'une fille, qui deviendra Hollyhock.

### Épisode 12:Quelle heure il est
- Rami Malek

Princess Carolyn vend le projet de série qui doit lancer quelle-heure-il-est.com, et les propriétaires sont enthousiastes à l'idée d'avoir BoJack Horseman en tête d'affiche. L'agente continue cependant de boire beaucoup, aussi Todd décide de l'emmener en forêt pour une intervention. Alors qu'il la remotive, il retrouve ses clowns-dentistes, qu'il a abandonnés, souffrants de la rage et errants dans les bois. Il rappelle donc Yolanda, l'axolot qui l’a forcé à fermer son entreprise, afin de trouver une solution. En tentant de les capturer et devant fuir, Todd trouve une nouvelle idée d'entreprise : organiser des courses à pied à travers les bois habités par les clowns-dentistes enragés.
Au travers d'une nouvelle discussion avec Princess Carolyn, BoJack envisage la possibilité qu'il ne soit pas le père de Hollyhock. Avec les dernières affaires de sa mère, il retrouve finalement la trace de Henrietta et veut prévenir Hollyhock, mais doit pour cela confronter les huit pères adoptifs de la jument. Il finit par leur laisser le numéro et l'adresse de Henrietta et s'apprête à disparaitre de la vie de Hollyhock. Princess Carolyn revient vers BoJack avec son projet de série, qu'il accepte de faire sans discuter en remerciements des années de service.
Diane et Peanutbutter achètent une nouvelle maison, mais avant d'emménager, ils décident de prendre quelques vacances. Le pont vers Hawaï est trop encombré et ils s'arrêtent à un hôtel au bord de la route, en pleine mer, pour quelques jours. Au retour, Diane découvre que Peanutbutter a réalisé un des rêves de sa femme : une bibliothèque semblable à celle du château de La Belle et la Bête. Diane est touchée mais lassée des attentions permanentes de son mari, ce qui cause une nouvelle dispute du couple.